# Chevrolet Series 490
Chevrolet Series 490 – samochód osobowy produkowany pod amerykańską marką Chevrolet w latach 1915–1922.

## Galeria

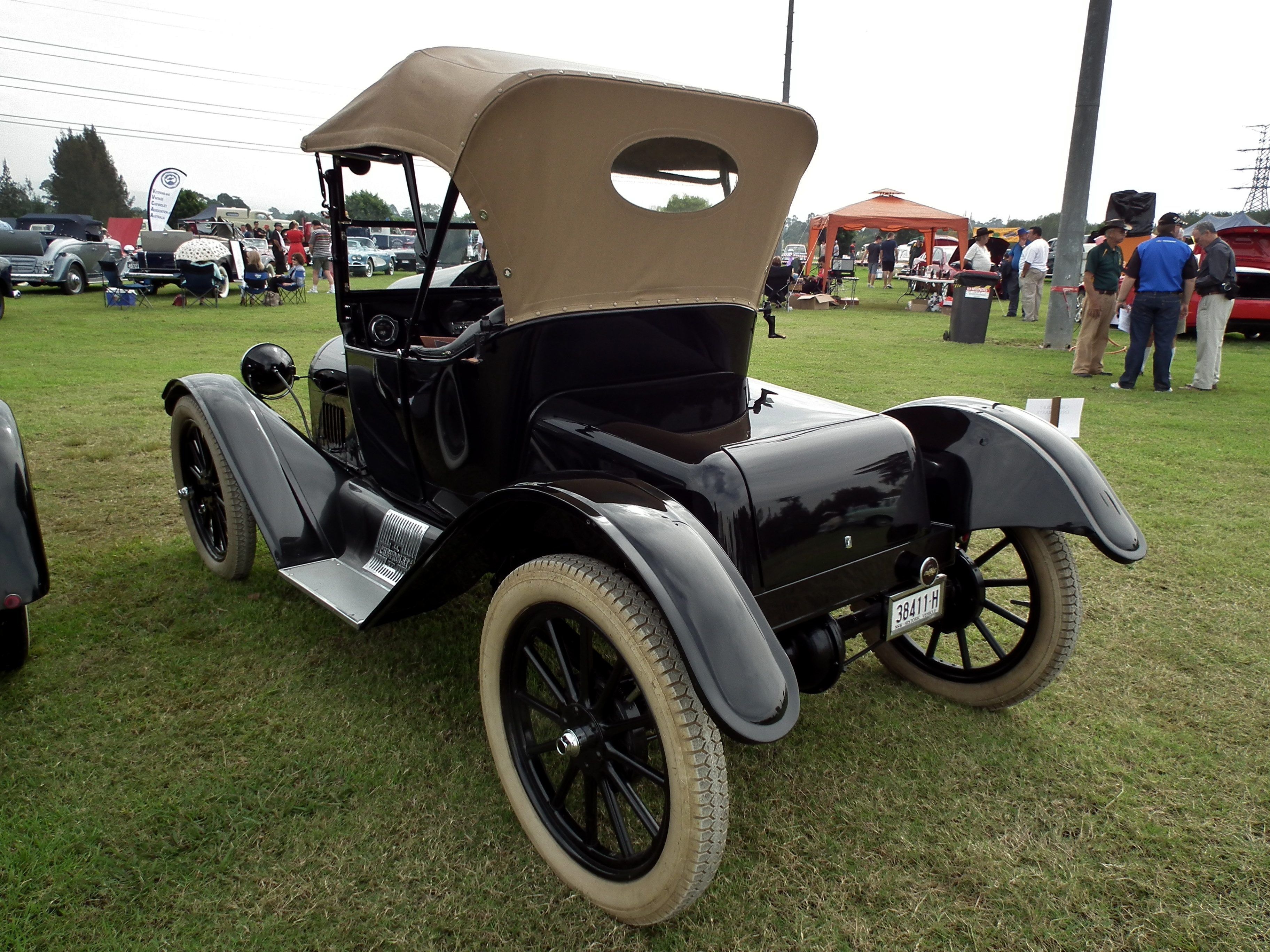
Chevrolet Series 490 - tył
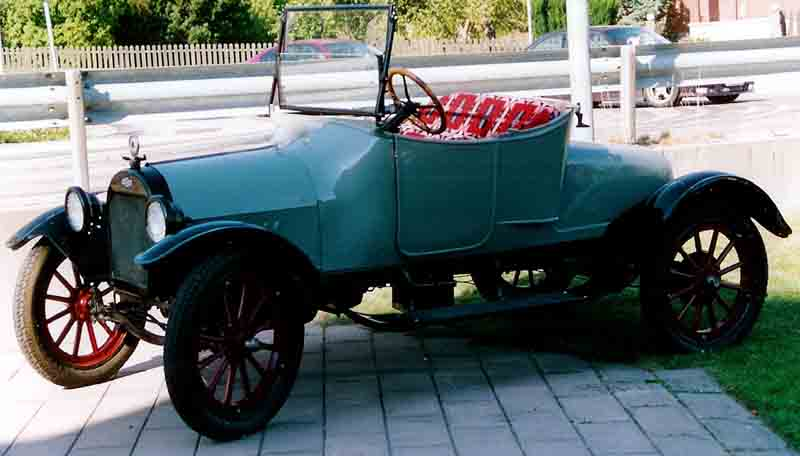
Chevrolet Series 490 Roadster